# Let's Make Love
Let's Make Love (bra: Adorável Pecadora; prt: Vamo-Nos Amar) é um filme estadunidense de 1960, do gênero comédia romântico-musical, dirigido por George Cukor, com roteiro de Norman Krasna e Arthur Miller inspirado no filme musical On the Avenue.
É o penúltimo trabalho completo de Monroe no cinema e o primeiro de Montand em Hollywood.

## Sinopse
Milionário descobre que será satirizado no teatro e resolve acompanhar os ensaios. Numa dessas visitas, conhece uma atriz Amanda Dell, por quem se interessa. Para ficar perto dela, convence o diretor de que é um ator de verdade e acaba sendo aceito no papel de si mesmo.

## Antecedentes
Em 1955, Marilyn Monroe assinou um novo contrato com a 20th Century Fox, que exigia que ela estrelasse quatro filmes nos sete anos seguintes. Em 1959, ela havia concluído apenas um: Nunca Fui Santa, lançado em 1956. Enquanto filmava Quanto Mais Quente Melhor em 1958 (para a United Artists), seu então marido, o dramaturgo Arthur Miller, finalizou o roteiro de Os Desajustados (1961), que ambos planejavam ser o próximo filme de Monroe. Some Like It Hot foi lançado em março de 1959 e tornou-se um grande sucesso. Os críticos elogiaram tanto o filme quanto a atuação de Monroe. Aproveitando a boa recepção, a 20th Century Fox insistiu para que Monroe cumprisse seu contrato. Os Desajustados foi colocado em espera, e Monroe assinou para estrelar o que, na época, era chamado The Billionaire.
O roteiro original foi escrito pelo roteirista vencedor do Oscar Norman Krasna, que se inspirou para escrevê-lo depois de ver Burt Lancaster dançar em uma cerimônia do Writers Guild Award e ser aplaudido calorosamente. A partir disso, surgiu a ideia de uma história sobre um playboy muito rico, no estilo John Hay Whitney, que ouve falar de uma companhia fazendo um show que zombava dele e acaba se apaixonando tanto pelo teatro quanto por uma mulher da peça. Krasna acreditava que apenas três atores seriam adequados para o papel principal: Gary Cooper, James Stewart e Gregory Peck, todos conhecidos por não serem músicos, o que tornava engraçado imaginar que cantassem e dançassem. Peck concordou em interpretar o papel, e Monroe foi contratada para contracenar com ele, embora Krasna preferisse Cyd Charisse.
Com Monroe vinculada ao projeto, ela e Miller quiseram expandir o papel de Amanda, e Miller trabalhou no roteiro (sem receber crédito) para alcançar esse objetivo. Peck desistiu quando a ênfase do filme passou a ser no protagonismo feminino. Várias fontes afirmam que o papel foi oferecido a Rock Hudson, Cary Grant e Charlton Heston, todos os quais recusaram. Eventualmente, a proposta foi feita a Yves Montand, que havia estrelado a versão cinematográfica francesa de The Crucible (1957), de Miller, e recebido elogios por seu recente show musical solo em Nova York. Monroe e Miller aprovaram Montand para o papel. O título do filme foi alterado para Let's Make Love, e a produção começou em janeiro de 1960, sob a direção de George Cukor.
O esboço do enredo foi moldado pela reescrita dos papéis dos personagens do filme musical On the Avenue (1937), e também foi influenciado pelo filme Confidências à Meia-Noite (1959).
Em março de 1960, Monroe recebeu o Globo de Ouro de Melhor Atriz - Musical ou Comédia, consolidando ainda mais o sucesso de Some Like It Hot. A esposa de Montand, Simone Signoret, com quem ele estrelou a versão francesa de The Crucible, ganhou o Oscar de Melhor Atriz por seu papel em Almas em Leilão, em abril.

## Produção

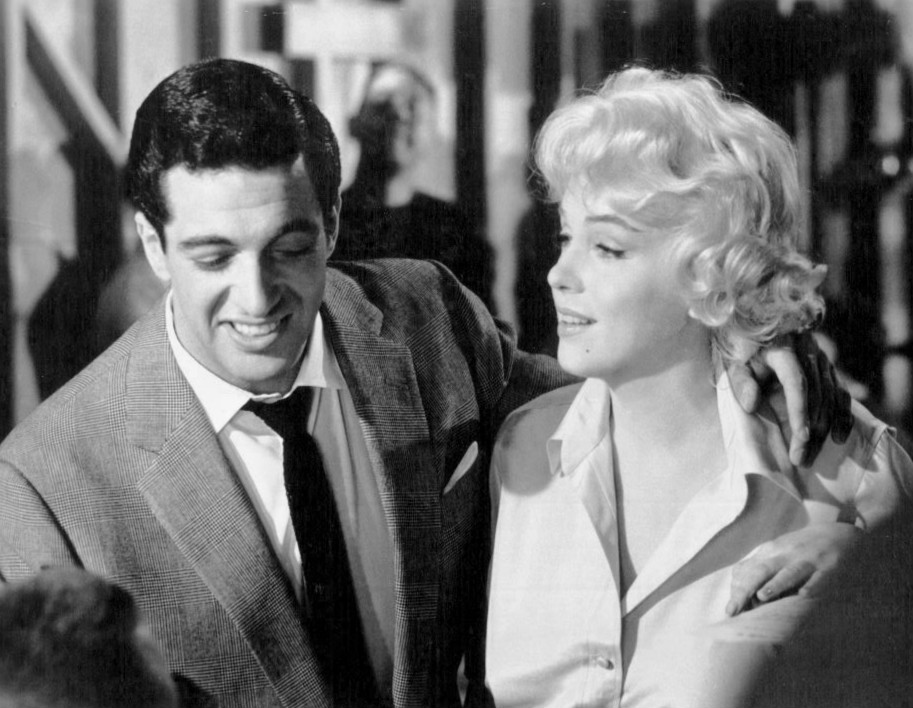
Marilyn Monroe com Frankie Vaughn

Desde o início, o filme enfrentou vários problemas. Monroe, apesar de estar empolgada com a ideia de contracenar com Montand, não queria fazer o filme. Além disso, o roteirista original tinha suas dúvidas sobre o elenco. Embora Montand tivesse recebido a proposta para o papel e estivesse fazendo sucesso com seu show solo, ele não falava inglês. Isso causou muito estresse, já que ele precisava entender suas falas por meio de traduções.
Naquela fase de sua carreira, Monroe já tinha uma fama (inclusive fora de Hollywood) de se atrasar para o set, esquecer suas falas e preferir se dirigir ao seu treinador em vez de ao diretor. No entanto, de acordo com o biógrafo de Monroe, Donald Spoto, isso não aconteceu durante as filmagens de Let's Make Love, embora a relação entre ela e Cukor não fosse das melhores.
Nenhuma das estrelas ficou satisfeita com o roteiro, e a produção foi interrompida por mais de um mês devido a duas greves em Hollywood: primeiro pela Screen Actors Guild e depois pelo Writers Guild of America.
Monroe e Montand acabaram se aproximando devido às dificuldades que ambos enfrentavam com o filme, surgindo rumores de um caso entre os dois. Colunas de fofocas da época notaram que os dois eram frequentemente vistos juntos, o que acabou atraindo ainda mais atenção para o filme. A Fox aproveitou a situação e usou o rumor em seu benefício, promovendo o caso como parte da divulgação do filme.
Em agosto de 1960, pouco antes do lançamento do filme, Monroe e Montand apareceram na capa da revista Life, em uma pose sensual tirada diretamente do filme. O relacionamento entre eles terminou quando as filmagens acabaram, e Montand retornou à França.

## Elenco principal
- Marilyn Monroe ... Amanda Dell
- Yves Montand ... Jean-Marc Clement / Alexander Dumas
- Tony Randall ... Alexander Coffman
- Frankie Vaughan ... Tony Danton
- Wilfrid Hyde-White ... George Welch
- Milton Berle...ele mesmo (não creditado)
- Bing Crosby...ele mesmo (não creditado)
- Gene Kelly...ele mesmo (não creditado)
- Joe Besser...Charlie Lamont

## Bilheteira
O filme estreou no topo das bilheteiras no primeiro fim de semana, mas arrecadou apenas US$ 6,54 milhões no total. Esse foi o primeiro filme estrelado por Monroe a ganhar tão pouco no lançamento, embora tenha sido o musical de maior bilheteira do ano e um dos dois únicos musicais a figurar entre os 20 mais vistos em 1960. O filme teve um desempenho melhor no mercado internacional do que nos Estados Unidos.

## Recepção
O crítico do New York Times escreveu que o filme estava muito lento, que Marilyn Monroe parecia "desarrumada", e que, ao longo da trama, ela parecia "se atrapalhar com as coisas ao redor". Além disso, o sotaque de Montand era tão forte que, ao invés de parecer charmoso, dificultava a compreensão de suas falas. A direção e o roteiro também foram criticados por não darem a Montand a chance de mostrar seu humor característico. A participação de Bing Crosby e Gene Kelly no filme, para dar "lições" ao personagem, foi vista de forma irônica. A direção recebeu mais críticas, principalmente por causa das mudanças visíveis no visual de Monroe durante a pausa na produção. Sob a direção de Cukor, essas mudanças foram ainda mais evidentes, devido a escolhas de figurino, cabelo e maquiagem que não agradaram, além da fraca condução das cenas musicais. A edição também foi apontada como um problema, já que algumas partes do filme pareciam desconexas, e o uso de dublês ficou evidente. Há relatos de que os executivos da Fox queriam que algumas cenas fossem regravadas, mas Cukor ignorou esses pedidos.
A Variety afirmou que o filme "pegou um tema não muito original (o da Cinderela) e deu uma roupagem nova. Monroe está encantadora... Yves Montand... faz uma performance incrível, cheia de coração e humor". O New York Times destacou que o verdadeiro destaque do filme foi Milton Berle, que "roubou a cena".
O site Rotten Tomatoes deu ao filme uma taxa de aprovação de 69%, com base em 16 críticas.

## Números musicais
- "Let's Make Love" (Sammy Cahn e Jimmy Van Heusen)[4]
- "My Heart Belongs to Daddy" (Cole Porter)[4]
- "You with the Crazy Eyes" (Cahn e Van Heusen)[4]
- "Specialization" (Cahn e Van Heusen)[4]
- "I'm Incurably Romantic" (Cahn e Van Heusen)[4]
- "Sing me a Song that Sells" (Cahn e Van Heusen)[4]

## Prêmios e indicações
| Prêmio             | Categoria                         | Recipiente                    | Resultado |
| ------------------ | --------------------------------- | ----------------------------- | --------- |
| Oscar 1961         | Melhor trilha sonora              | Lionel Newman, Earle H. Hagen | Indicado  |
| Globo de Ouro 1961 | Melhor filme - comédia ou musical | Jerry Wald (prod.)            | Indicado  |
| BAFTA 1961         | Melhor filme                      | Jerry Wald (prod.)            | Indicado  |
| BAFTA 1961         | Melhor ator estrangeiro           | Yves Montand                  | Indicado  |